# Steffen Freund
Pour les articles homonymes, voir Freund.
Steffen Freund, né le 19 janvier 1970 à Brandebourg-sur-la-Havel, est un footballeur international allemand. Il jouait au poste de milieu de terrain défensif. Avec le Borussia Dortmund il gagne deux championnats, une Ligue des Champions et la Coupe intercontinentale. Avec l'équipe d'Allemagne il remporte l'Euro 1996.
En juillet 2009, il est nommé sélectionneur de l'équipe d'Allemagne des moins de 16 ans.

## Biographie

### En club
Steffen Freund commence le football à six ans dans le club de sa ville natale, le BSG Motor Süd Brandenburg, en RDA. À quatorze ans il rejoint un autre club de la ville, le BSV Stahl Brandenburg avec qui il jouera en junior jusqu'en équipe première qui évolue en première division de RDA.
Après la réunification allemande il rejoint le FC Schalke 04 où il joue au milieu du terrain. Le club connaît en 1993 une crise financière, et doit revendre le joueur à son rival le Borussia Dortmund. Avec le Borussia il jouera jusqu'en 1999, 177 matchs, il sera deux fois champion d'Allemagne, en 1995 et en 1996. En 1997, le Borussia gagne la Ligue des champions, mais Freund ne jouera pas la finale, il sera en défense centrale lors de la finale de la Coupe intercontinentale 1997 gagnée contre les Brésiliens de Cruzeiro.
En janvier 1999, il est transféré en Premier League au Tottenham Hotspur. Dès sa première saison en Angleterre il gagne la Coupe de la Ligue.
En janvier 2002, il subit une rupture de ligament croisé, il aura ensuite du mal à gagner une place de titulaire dans l'équipe de Tottenham. Il revient en Allemagne en 2003 et joue quelques matchs avec le FC Kaiserslautern, puis sera prêté à Leicester City en Premier League où il termine sa carrière de joueur.

### En équipe nationale
En 1982, Steffen Freund fait partie de l'équipe de RDA junior qui termine à la troisième place du championnat d'Europe junior. En 1989, il fait partie de l'équipe de football olympique de la RDA, il disputera deux matchs de préparation pour les éliminatoires des Jeux olympiques de 1992, mais à la suite de la réunification allemande l'équipe est retirée de la compétition.
Il jouera pour l'équipe d'Allemagne entre 1995 et 1998 et totalisera 21 sélections, il remporte le Championnat d'Europe de football 1996 en Angleterre où il participe à quatre matchs, deux matchs de poule, le quart de finale et la demi-finale. Steffen Freund fait partie de l'effectif de l'équipe d'Allemagne pour la Coupe du monde de football 1998 en France, mais ne rentrera pas en jeu.

### Carrière d'entraineur
Le 1er septembre 2007, Steffen Freund devient entraineur assistant pour l'équipe d'Allemagne des moins de 20 ans. Pendant la Coupe d'Afrique des nations 2008 il assiste Berti Vogts, l'entraineur du Nigeria. En mai 2009, il obtient son diplôme d'entraineur et prend le poste d'entraineur de l'équipe d'Allemagne des moins de 16 ans. Il prend en main, l'année suivante, les moins de 17 ans allemands et sera vice-champion d'Europe puis troisième lors de la Coupe du monde de football des moins de 17 ans 2011.
Le 11 juillet 2012, il retourne à Tottenham pour assister André Villas-Boas, de 2014 à 2015 il est coordinateur technique chez les Spurs.

### Autres activités
Jusqu'en 2004, il est vice-président du syndicat des joueurs en Allemagne.
Depuis 2011, il intervient à la télévision pour diverse chaînes comme expert technique.
Le 29 novembre 2020, il est dans la critique en parlant des joueurs d'origine maghrébine, Amine Harit et Nabil Bentaleb, les deux joueurs ayant été bannis de l'équipe de Schalke 04, il reproche aux joueurs  qu'en raison de leurs racines ils ne se battent pas à fond pour le club (qui est proche de la relégation), ce qui sera interprêté comme propos racistes,.

## Palmarès
- Vainqueur de l'Euro 1996 avec l'Allemagne
- Vainqueur de la Ligue des Champions en 1997 avec le Borussia Dortmund
- Vainqueur de la Coupe intercontinentale en 1997 avec le Borussia Dortmund
- Champion d'Allemagne en 1995 et 1996 avec le Borussia Dortmund
- Vainqueur de la League Cup en 1999 avec Tottenham